# Sérvio Sulpício Camerino (cônsul em 393 a.C.)
Sérvio Sulpício Camerino (em latim: Servius Sulpicius Camerinus) foi um político da gente Sulpícia nos primeiros anos da República Romana eleito cônsul sufecto em 393 a.C. no lugar de Públio Cornélio Maluginense, que abdicou, e junto com Lúcio Lucrécio Tricipitino Flavo. Foi também tribuno consular em 391 a.C.. Era filho de Quinto Sulpício Camerino Cornuto, tribuno consular em 402 a.C.
Em 387 a.C., foi interrex.

## Consulado (493 a.C.)
Em 393 a.C., o consulado foi restaurado depois de quinze anos de tribunatos consulares. Foram eleitos Lúcio Valério e Públio Cornélio Malugilense, mas eles abdicaram e deixaram espaço para dois cônsules sufectos, Lúcio Lucrécio e Sérvio Sulpício.
Em Roma se discutia acaloradamente a proposta dos tribunos da plebe de repopular Veios com plebeus e senadores romanos. A luta foi dura, mas, ao final, a proposta de lei foi derrotada na assembleia por apenas um voto em mais de uma centúria.
Para aplacar as reclamações da plebe, ainda infeliz com a divisão dos espólios de Veios, o Senado promulgou um decreto que entregava sete acres da terra de Veios para cada plebeu.

## Tribunato consular (391 a.C.)
Sérvio Sulpício foi eleito tribuno consular em 391 a.C. com Caio Emílio Mamercino, Lúcio Lucrécio Tricipitino Flavo, Lúcio Emílio Mamercino, Agripa Fúrio Fuso e Lúcio Fúrio Medulino. A Lúcio Lucrécio e a Caio Emílio coube a campanha contra os volsínios e a Agripa Fúrio e a Sérvio Sulpício, a contra os sapienatos, interrompida por causa da epidemia que se abateu sobre Roma.
Os romanos conseguiram vencer facilmente os volsínios durante a primeira e única batalha campal da campanha e começaram a arrasar o território inimigo, ao fim da qual os volsínios obtiveram uma trégua de vinte anos em troca do quanto fora roubado dos romanos no ano anterior e o pagamento do valor devido aos soldados romanos para o ano corrente. Os sapienatos, depois de saberem da rendição de seus aliados, se retiraram, deixando seu próprio território indefeso aos raides romanos.
Foi durante este tribunato que Marco Fúrio Camilo foi acusado pelo tribuno da plebe Lúcio Apuleio de ter distribuído de modo injusto o butim conseguido depois da captura de Veios, decidiu se exilar voluntariamente em Ardea.
No entanto, os galos sênones (em latim: galli senoni), liderados por Breno, cercaram Clúsio, que enviou embaixadores à Roma para pedir ajuda.

## Crítica histórica
A pesquisa moderna, como a realizada por Friedrich Münzer, considera possível que Sérvio Sulpício Camerino seja a mesma pessoa que Sérvio Sulpício Rufo, o tribuno consular em 388, 384 e 383 a.C. Como base para esta suposição, supõe-se, entre outras coisas, a hipótese de que Sulpício teria tido dois cognomes, Camerino e Rufo, como foi o caso de Sérvio Sulpício Camerino Rufo, cônsul em 345 a.C. Esta teoria não contradiz as fontes, que apresentam frequentemente apenas um dos cognomes (ou mesmo nenhum). Assim, considerando-a verdadeira, o nome completo de Sulpício seria "Servius Sulpicius Q. f. Ser. n. Camerinus Rufus" e ele teria sido cônsul em 393 a.C. e tribuno consular em 391, 388, 384 e 383 a.C., exatamente como seu colega Lúcio Tricipitino Flavo.